# Johann Krieger
Johann Krieger (bautizado el 1 de enero de 1652 en Núremberg; muerto el 18 de julio de 1735 en Zittau, Sajonia, este de Alemania), también Kruger, Krüger o Kriegher, fue un compositor y organista alemán.

## Semblanza
La familia Krieger se estableció en Núremberg desde el siglo XVI y se sabe de su descendencia allí hasta 1925. El padre, Hanns Krieger, era tapicero y tintor. Su madre, Rosina, de soltera fue arquitecta. La fuente principal de la biografía de los Krieger es Johann Mattheson.
Johann Krieger comenzó su formación como estudiante de latín de la Escuela de Sebaldus con el director y maestro de capilla Heinrich Schwemmer. Krieger cantó varios años como soprano en el coro. En 1664 participó en el ballet para niños y recibió clases de clavicémbalo de Georg Caspar Wecker, entre cuyos alumnos también se encontraba Johann Pachelbel.
Los primeros años de su carrera profesional están estrechamente asociados con los éxitos de su hermano Johann Philipp, a quien debió la mayor parte de los encargos de su juventud. En 1671 debió estudiar composición con su hermano en Zeitz (Sajonia). En 1672 siguió a su hermano a Bayreuth, quien se trasladó allí para ejercer primero de organista de la corte y más tarde de maestro de la capilla real. Johann accedió al simple cargo de organista y lo ocupó hasta 1677. Más tarde fue probablemente músico de la corte de Zeitz, hasta que finalmente consiguió el cargo de maestro de capilla en la corte de Enrique I en Greiz.
En 1680 Krieger es nombrado maestro de capilla del Duque Christian en Eisenberg. Finalmente lo encontramos en Zittau, donde permanece hasta su muerte. Allí ejercerá en la iglesia de San Juan, primero como director del coro y más tarde como organista.
El 18 de noviembre de 1686 se casó con Martha Sophia Förster. En 1699 fue nombrado organista de la Iglesia de San Pedro y San Pablo en Zittau. Su hijo Adolph Gottlob (bautizado el 6 de julio de 1698 en Zittau y enterrado el 30 de julio de 1738) fue entonces su suplente. El día de su muerte, a los 84 años de edad, Johann Krieger aún en activo había tocado su última misa.
Krieger fue ilustre por el alto nivel de su contrapunto, especialmente en sus fugas dobles. Georg Friedrich Händel elogió su colección de piezas para órgano, Anmutige Clavierübungen ("Ejercicios graciosos para el teclado"), y la difundió en Inglaterra. Se puede situar a Krieger a la altura de sus contemporáneos Johann Kuhnau y Johann Caspar Ferdinand Fischer. Algunas de sus cantatas en alemán son raros ejemplos por la práctica tardía del estilo del madrigal en un compositor de la escuela de Núremberg.

## Obras
- Neue musicalische Ergetzligkeiten. Zittau, 1684
Colección de piezas vocales de 1 a 4 voces a partir de textos de Christian Weise
Primera Parte: 30 canciones eclesiásticas, en parte con ritornellos instrumentales
Segunda Parte: 34 canciones seculares, con melodías ornamentadas sobre textos satíricos
Tercera Parte: arias extraídas de singspiels
- Sechs Musicalische Partien für Klavier, colección de suites para clave o clavicordio (publicadas en 1697)
- Anmutige Clavier-Übung, colección de piezas para órgano (publicadas en 1699)
- Motetes e Intermedios
- Diversos textos y arias se han conservado de 3 singspiels o dramas (1688, 1717, 1721)
- Al menos una ópera para la corte en Eisenberg
- Piezas sacras: se le conocen 235 títulos, de los que sólo 33 se conservan
- 12 Cantatas en alemán y 2 en latín
- Bocetos de un Sanctus, de algunos motetes, de un Magníficat, y de varios conciertos
- Recitativos, Arias y Madrigales (1717)
- 4 Suites, 1 Sonata y un capricho para quinteto de cuerdas y bajo continuo, en un manuscrito de Charles Babel que se conserva de 1696